# Santa María, Tarímbaro
Santa María är en ort i Mexiko.   Den ligger i kommunen Tarímbaro och delstaten Michoacán de Ocampo, i den södra delen av landet, 220 km väster om huvudstaden Mexico City. Santa María ligger 1 893 meter över havet och antalet invånare är 919.
Terrängen runt Santa María är kuperad åt nordväst, men åt sydost är den platt. Runt Santa María är det tätbefolkat, med 411 invånare per kvadratkilometer. Närmaste större samhälle är Morelia, 8,4 km söder om Santa María. I omgivningarna runt Santa María växer huvudsakligen savannskog.